# James H. Howard
Pour les articles homonymes, voir James Howard.
James Howell Howard, né le 13 avril 1913 à Canton et mort le 18 mars 1995 à Bay Pines, est un aviateur militaire de l'United States Army Air Forces.
Actif au cours de la Seconde Guerre mondiale, cet ancien volontaire des Tigres volants est le seul pilote de chasseur à recevoir la Medal of Honor sur le théâtre d'opérations de l'Europe lorsqu'il protège seul escadron de bombardiers B-17 contre 30 chasseurs allemands pendant plus d'une demi-heure, y compris lorsqu'il est à court de munitions. Celui qui sera surnommé « One Man Airforce » sera aussi décrit comme « le plus grand pilote de chasse de la Seconde Guerre mondiale » par le journaliste de guerre Andy Rooney (en).
Après guerre, Howard devient un homme d'affaires prospère, un écrivain et un directeur d'aéroport. Il est enterré au cimetière national d'Arlington.